# カンナダ語版ウィキペディア
カンナダ語版ウィキペディア(Kannada Wikipedia、(カンナダ語: ಕನ್ನಡ ವಿಶ್ವಕೋಶವು)は、ウィキペディアのカンナダ語版である。2003年6月に創設され、2020年1月時点で217人のアクティブユーザー、33,558の記事がある。インド亜大陸で12番目に大規模なウィキペディアである。
カンナダ語版ウィキペディアのコミュニティは、2006年4月2日にバンガロールで会合を開催し、かなりの報道がなされた。

## 歴史

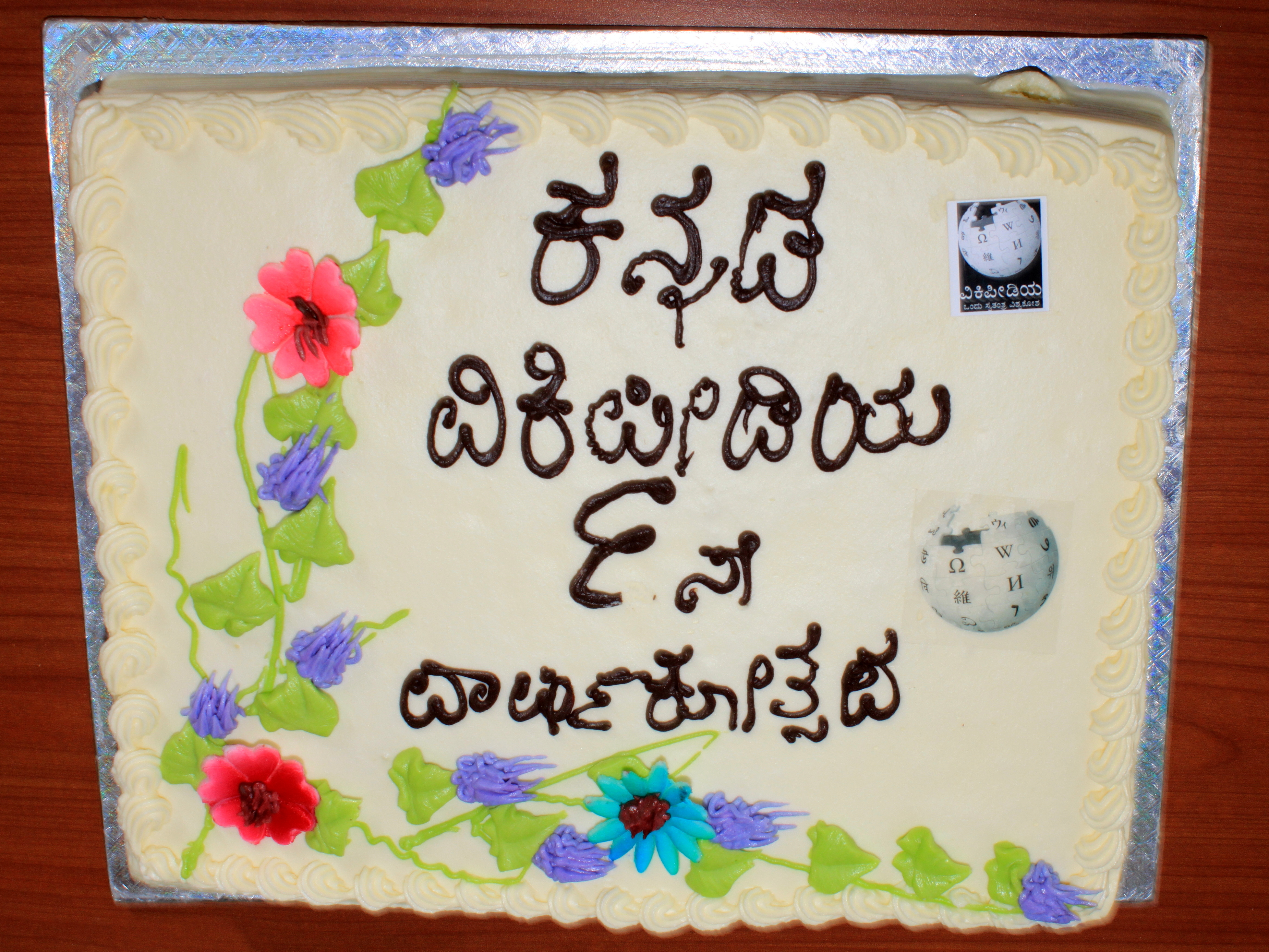
9周年のケーキ

2009年8月の時点では約6,800記事あり、100番目に大きい言語版であった。
2013年1月の時点では、98人のアクティブユーザー、12,961の記事、2,680の画像があり、記事数で108番目に大きい言語版であった。
2016年1月の時点では、インド語のウィキペディアとしては10番目で最も小さかった。管理者のOmshivaprakashは、この記事の少なさを、カンナダ語コミュニティ内での関心の低さ、カンナダ語ウィキペディアの認知度の低さ、カンナダ語の入力装置の少なさ、カルナータカ州の一部でインターネット接続が制限されていること等が原因であると考えている。

## ユーザと編集者
| ユーザアカウント数 | 記事数 | ファイル数 | 管理者数 |
| ------------------ | ------ | ---------- | -------- |
| 91176              | 33558  | 2349       | 4        |

## 関連文献
- Statistics for Kannada Wikipedia by Erik Zachte